# Santa Cruz County, Arizona
Santa Cruz County är ett county i södra delen av delstaten Arizona i USA. Enligt folkräkningen år 2010 var countyts folkmängd 47 420. Den administrativa huvudorten (county seat) är Nogales. 

## Geografi
Enligt United States Census Bureau har countyt en total area på 3 207 km². 3 206 km² av den arean är land och 1 km² är vatten.

### Angränsande countyn
- Pima County - väst, nord
- Cochise County - öst
- gränsar till Mexiko i syd och sydväst.